# پیلیش‌ووروش‌وار
شهر پیلیش‌ووروش‌وار (به مجاری: Pilisvörösvár) در پِشت در کشور مجارستان واقع شده‌است. جمعیت این شهر ۱۳٫۲۶۹ نفر است.